# Maovice
Maovice falu Horvátországban Split-Dalmácia megyében. Közigazgatásilag Vrlikához tartozik.

## Fekvése
Splittől légvonalban 42, közúton 63 km-re északra, községközpontjától légvonalban 2, közúton 4 km-re délre, a Svilaja-hegység északi lábánál, a Maovicei mező 600 – 700 méter magas fennsíkján fekszik. Alapvetően két részből, Gornje Maovicéből és Donje Maovicéből áll, de több kis telep is tartozik hozzá, melyek közül a legjelentősebbek Bijuci, Pod Umcem, Radinje és Svilaja.

## Története
Területe 1688-ban Knin velencei ostromával egy időben szabadult fel a török uralom alól. Ezt követően Boszniából és Hercegovinából érkezett új keresztény lakosság, köztük mintegy háromszáz pravoszláv család települt át erre a vidékre. A Kninhez tartozó területen 1709-ben készített velencei összeírás „Maovizze Sup. E. Inf.”, azaz Felső- és Alsó Maovice néven említi. Az 1714-ben kitört velencei-török háború során rövid időre újra török kézre került, de a háború végén 1718-ban az új határt már a Dinári-hegységnél húzták meg és ezzel végleg velencei kézen maradt. 1797-ben a Velencei Köztársaság megszűnésével a település a Habsburg Birodalom része lett. 1806-ban Napóleon csapatai foglalták el és 1813-ig francia uralom alatt állt. Napóleon bukása után ismét Habsburg uralom következett, mely az első világháború végéig tartott. 1857-ben 809, 1910-ben 1406 lakosa volt. Az I. világháború után rövid ideig az Olasz Királyság, ezután a Szerb-Horvát-Szlovén Királyság, majd Jugoszlávia része lett. A második világháború idején olasz csapatok szállták meg. A háború után a település a szocialista Jugoszlávia része lett. 1991-től a független Horvátországhoz tartozik. Ekkor lakosságának 87 százaléka horvát, 12 százaléka szerb nemzetiségű volt. A délszláv háború során szerb lakói csatlakoztak a Krajinai Szerb Köztársasághoz, a többségi horvát lakosság pedig elmenekült. Római katolikus templomát lerombolták. 1995. augusztus 6-án a „Vihar” hadművelet során foglalták vissza a horvát csapatok. Lakossága 2011-ben 380 fő volt. A katolikus hívek a vrlikai plébániához tartoznak.

## Lakosság
| Lakosság változása | Lakosság változása | Lakosság változása | Lakosság változása | Lakosság változása | Lakosság változása | Lakosság változása | Lakosság változása | Lakosság változása | Lakosság változása | Lakosság változása | Lakosság változása | Lakosság változása | Lakosság változása | Lakosság változása | Lakosság változása |
| ------------------ | ------------------ | ------------------ | ------------------ | ------------------ | ------------------ | ------------------ | ------------------ | ------------------ | ------------------ | ------------------ | ------------------ | ------------------ | ------------------ | ------------------ | ------------------ |
| 1857               | 1869               | 1880               | 1890               | 1900               | 1910               | 1921               | 1931               | 1948               | 1953               | 1961               | 1971               | 1981               | 1991               | 2001               | 2011               |
| 809                | 831                | 876                | 1.124              | 1.262              | 1.406              | 1.485              | 1.606              | 1.384              | 1.388              | 1.396              | 1.270              | 1.272              | 889                | 494                | 380                |

(1869 és 1889 között Mahovice, 1890 és 1910 között Mavice néven.)

## Nevezetességei
- Szent György tiszteletére szentelt római katolikus templomát 1901-ben a régi templom helyén építették. A régi templomból ma már csak a homlokzat falának maradványa látható. A délszláv háború idején a szerbek lerombolták, de a visszatérő lakosság újjáépítette. A Szent György szobrot is szétverték, helyette 1997-ben Tirolból vásároltak új szobrot. Bejárata felett egymás után két kör alakú ablak látható. A homlokzata feletti harangtoronyban három harang található, ebből kettőt szintén a háborút követően vásároltak.
- Szent Nedjelja tiszteletére szentelt szerb pravoszláv templomát 1981-ben építették.